# Calycopeplus collinus
Calycopeplus collinus är en törelväxtart som beskrevs av Paul Irwin Forster. Calycopeplus collinus ingår i släktet Calycopeplus och familjen törelväxter. Inga underarter finns listade i Catalogue of Life.